# Vlajka Bonairu

Bonairská vlajka
Poměr stran: 2:3

Vlajka Bonairu,  jednoho ze tři ostrovů (spolu s ostrovy Saba a Svatý Eustach) Karibského Nizozemska, které ale užívá jako celek nizozemskou vlajku, je tvořena listem o poměru stran 2:3 s tmavomodrým trojúhelníkem, který zabírá pravou dolní polovinu vlajku, dále menším žlutým trojúhelníkem v levém horní rohu. Trojúhelníky jsou odděleny bílým pruhem, ve kterém je umístěn černý kompas a šesticípou červenou hvězdu.
Modrá barva na vlajce je barvou moře obklopujícího ostrov, žlutá prezentuje slunce a zároveň je charakteristická pro nejznámější zdejší květiny,[ujasnit] a bílá barva symbolizuje mír, klid a svobodu.

## Historie
Bonairská vlajka se užívá od roku 1981.
Do roku 2010 byly ostrovy součástí zámořského území Nizozemské Antily a užívaly vlajku Nizozemských Antil.
Od roku 2010 měly ostrovy statut speciálních municipalit Nizozemska, po roce 2010 má Karibské Nizozemsko postavení zvláštního správního obvodu Nizozemska.